# Sunčev vjetar
Sunčev vjetar ili solarni vjetar je plazma vrlo male gustoće koju kao struju električki nabijenih čestica (uglavnom protona i elektrona) neprestano (kontinuirano) emitira Sunce, odnosno Sunčeva korona u svim smjerovima. Pri dolasku do Zemljine magnetosfere brzine su tih čestica između 250 i 900 km/s. Gustoća i brzina Sunčeva vjetra povećavaju se u vrijeme pojačane Sunčeve aktivnosti (prominencije; Sunčeve pjege). Sunčev vjetar oblikuje Van Allenove pojase, usmjerava repove kometa, uzročnik je nastanka polarne svjetlosti. Energija je između 20 i 100 keV. Njihova temperatura se, kao i brzina, mijenja s vremenom. Te čestice mogu nadvladati Sunčevu gravitaciju jer imaju vrlo veliku kinetičku energiju te zbog visoke temperature u koroni. Sunčev vjetar stvara heliosferu, ogroman prostor međuplanetarne tvari, koja okružuje Sunčev sustav. On stvara i geomagnetske oluje, koje mogu ometati električnu mrežu na Zemlji, polarnu svjetlost i rep kometa koji sadrži plazmu i uvijek je u smjeru od Sunca.

## Povijesne činjenice
Da je Sunčev vjetar stalna struja čestica koje dolaze sa Sunca, prvi puta je objasnio Richard Christopher Carrington 1859. On i Richard Hodgson prvi su promatrali Sunčeve baklje, a primijetili su i geomagnetske oluje. George Fitzgerald Smoot je predložio zamisao da se materija stalno ubrzava sa Sunca i da do Zemlje stiže za par dana.
Norveški fizičar Olaf Kristian Birkeland promatrao je polarnu svjetlost i primijetio je da je ona stalna i bez prekida. Zaključio je da je Zemlja stalno bombardirana zrakama električkih čestica koje dolaze sa Sunca. Godine 1916. prvi je uspješno predvidio da Sunčeve zrake nisu ni negativne ni pozitivne, nego i jedno i drugo. Time je objasnio da se Sunčev vjetar sastoji od negativnih elektrona i pozitivnih iona.
Godine 1959. je sovjetski satelit Luna 1 prvi uočio Sunčev vjetar i mjerio njegovu jačinu. Godine 1990. svemirska letjelica SOHO je primijetila da Sunčev vjetar izlazi sa Sunčevih polova i da ubrzava znatno brže od modela termodinačkog širenja.

## Zračenje
Na Sunčevoj koroni čestice plazme se griju i preko 1 000 000 K. Kao rezultat termičkog sudaranja, srednja brzina čestica je oko 145 km/s, što je daleko ispod Sunčeve brzine oslobađanja od 618 km/s. Ipak, neke od čestica dostignu brzinu od 400 km/s, što im omogućuje da putuju sa Sunčevim vjetrom. Kod iste temperature, elektroni, budući su puno manji, prvi dostignu brzinu oslobađanja, a zatim stvaraju električno polje, koje dalje ubrzava ione koji nastavljaju putovati dalje od Sunca.
Ukupan broj čestica koje putuju sa Sunca sa Sunčevim vjetrom je oko 1,3 ∙ 1036 u sekundi ili oko 6,7 milijuna tona na sat.  To znači da Sunce izgubi oko 0.01 % svoje ukupne mase kroz Sunčev vjetar. Neke zvijezde imaju i jači zvjezdani vjetar.

## Sastavni dijelovi
Sunčev vjetar se može podijeliti na spori Sunčev vjetar i brzi Sunčev vjetar. Spori Sunčev vjetar ima brzinu oko 400 km/s, temperaturu oko 1,4 – 1,6 ∙ 106 K i sastav koji je sličan koroni. S druge strane, brzi Sunčev vjetar ima brzinu oko 750 km/s, nižu temperaturu oko 8×105 K i ima sastav kao fotosfera. Spori Sunčev vjetar je duplo gušći.
Spori Sunčev vjetar izgleda da potječe iz Sunčevog ekvatorijalnog pojasa, koji se još zove i strujni pojas i to za vrijeme Sunčevog minimuma. Za vrijeme Sunčevog maksimuma uglavnom ide s polova. Brzi Sunčev vjetar polazi iz koronalnih šupljina, koje su područja otvorenog magnetskog polja i najviše ih ima na polovima.

## Koronalno izbacivanje mase
I spori i brzi Sunčev vjetar mogu biti ometeni s koronalnim izbacivanjem mase, koji se popularno naziva i Sunčeva oluja. Koronalno izbacivanje mase može biti povezano sa Sunčevim bakljama. Kod brzih koronalnih izbacivanja masa dolazi do udarnih valova koji dodatno ubrzava protone i elektrone.
Kada koronalno izbacivanje mase udari u Zemljinu magnetosferu, dolazi do privremene promjene Zemljinog magnetskog polja, što dovodi do male promjene smjera kompasa i induciranja veliku električnu struju na Zemlji, što nazivamo geomagnetskom olujom. Koronalno izbacivanje mase može stvoriti ponovno magnetsko povezivanje, izdužujući magnetski rep na noćnoj strani Zemlje. Kada se magnetosfera Zemlje ponovno magnetski poveže na noćnoj strani Zemlje, ona oslobađa snagu od nekoliko bilijuna vata, koja povratno djeluje na gornju Zemljinu atmosferu.

## Magnetosfera
Kako Sunčev vjetar dolazi do Zemlje, njegove čestice se odbijaju od Zemljinog magnetskog polja, Lorentzovom silom i taj pojas nazivamo magnetosferom. Zbog toga čestice Sunčevog vjetra putuju oko Zemlje, a ne udaraju u nju, samo manji dio uspije probiti se. Granica između Sunčevog vjetra i magnetosfere se naziva magnetopauza. Magnetosfera na Sunčevoj strani oblikuje se kao polukugla, dok na noćnoj strani izgleda kao rep kaplje vode (rep magnetosfere).
Zemlja je dobro zaštićena od Sunčevog vjetra vlastitim magnetskim poljem, koji odbija većinu električki nabijenih čestica. Jedan dio uhvati Van Allenovog radijacijskog pojasa. Jedan manji dio Sunčevog vjetra uspije doći do ionosfere na polovima, stvarajući polarnu svjetlost.

## Utjecaj na rep kometa
Sunčev vjetar uzrokuje usmjeravanje repa kometa od Sunca. Kometi se prilikom dolaska u blizinu Sunca zagrijavaju, sleđena površina kometa isparava i oslobađa oblak plina i čestica prašine. Djelovanjem čestica Sunčevog vjetra, oblak se oblikuje u rep kometa. Budući da Sunčev vjetar dolazi iz smjera Sunca, potiskuje rep kometa u suprotnom smjeru.

## Vanjske poveznice
- Sun|trek website An educational resource for teachers and students about the Sun and its effect on the Earth
- Cluster shows how solar wind is heated
- Could solar wind power Earth? October 4, 2010 by Miranda Marquit